# Marcel Lafosse
Marcel Lafosse, né le 18 septembre 1894 à Marly-le-Roi et mort le 10 septembre 1969 à Boston, est un trompettiste français.

## Biographie
Marcel Lafosse naquit au sein d'une famille de musiciens. Son frère, André Lafosse (1890-1975) était un tromboniste français, soliste et professeur reconnu.
Marcel Lafosse étudia la musique au Conservatoire de musique et de déclamation à Paris avec Alexandre Petit. En 1911, il obtint l'accessit au Grand Prix du Conservatoire.
Marcel Lafosse débuta au Boston Symphony Orchestra en 1926 sous la direction de Serge Koussevitzky comme deuxième trompette avec son collègue français Georges Mager, première trompette. Il joua dans cet orchestre jusqu'en 1957, année au cours de laquelle il fut remplacé par son neveu André Côme (1934-1987). Il fut également professeur de trompette et eut comme élève son propre neveu, André Côme, et le trompettiste Roger Voisin (1918-2008), lui-même fils du trompettiste René Voisin (1893-1952).
Il fit partie de l'ensemble octuor des instruments à vent de l'orchestre philharmonique de Boston, avec Manuel Valerio, clarinette, Raymond Allard et Ernst Panenka, bassons, George Mager et Marcel Lafosse, trompettes, Jacob Raichman et John Coffey, trombones.